# Nebelseifen
Nebelseifen ist eine von insgesamt 106 Ortschaften der Gemeinde Reichshof im Oberbergischen Kreis im nordrhein-westfälischen Regierungsbezirk Köln in Deutschland.

## Lage und Beschreibung
Nebelseifen liegt nordöstlich der Wiehltalsperre, die nächstgelegenen Zentren sind Gummersbach (15 km nordwestlich), Köln (64 km westlich) und Siegen (39 km südöstlich).

## Geschichte

### Erstnennung
1517 wurde der Ort das erste Mal urkundlich erwähnt: „Gerhart von Nevelsifen ist Käufer einer Wiese im Steynenborner.“ 
Die Schreibweise der Erstnennung war Nevelsifen.
| Bevölkerungsentwicklung | Bevölkerungsentwicklung |
| Jahr                    | Einwohner               |
| ----------------------- | ----------------------- |
| 1991                    | 20                      |
| 2005                    | 11                      |
| 2006                    | 11                      |
| 2008                    | 11                      |
| 2017                    | 11                      |
| 2018                    | 11                      |
| 2019                    | 11                      |